# ロイド・ジョーンズ (サッカー選手)
ロイド・リチャード・ジョーンズ（Lloyd Richard Jones, 1995年10月7日 - ）は、イングランド・プリマス出身のサッカー選手。ポジションはディフェンダー。

## 経歴

### クラブ
プリマス・アーガイルFCのユースチームでキャリアをスタートさせ、2011年にリヴァプールFCユースに移籍。2015年にトップチームに昇格した。2015年にはチェルトナム・タウンFC、アクリントン・スタンリーFC、ブラックプールFCにレンタル移籍した。2016年8月6日、フットボールリーグ1のスウィンドン・タウンFCにシーズンローンで加入した。

### 代表
各世代別のウェールズ代表にU-19まで選出されていたが、その後各世代別のイングランド代表に選出されている。